# Vox AC30

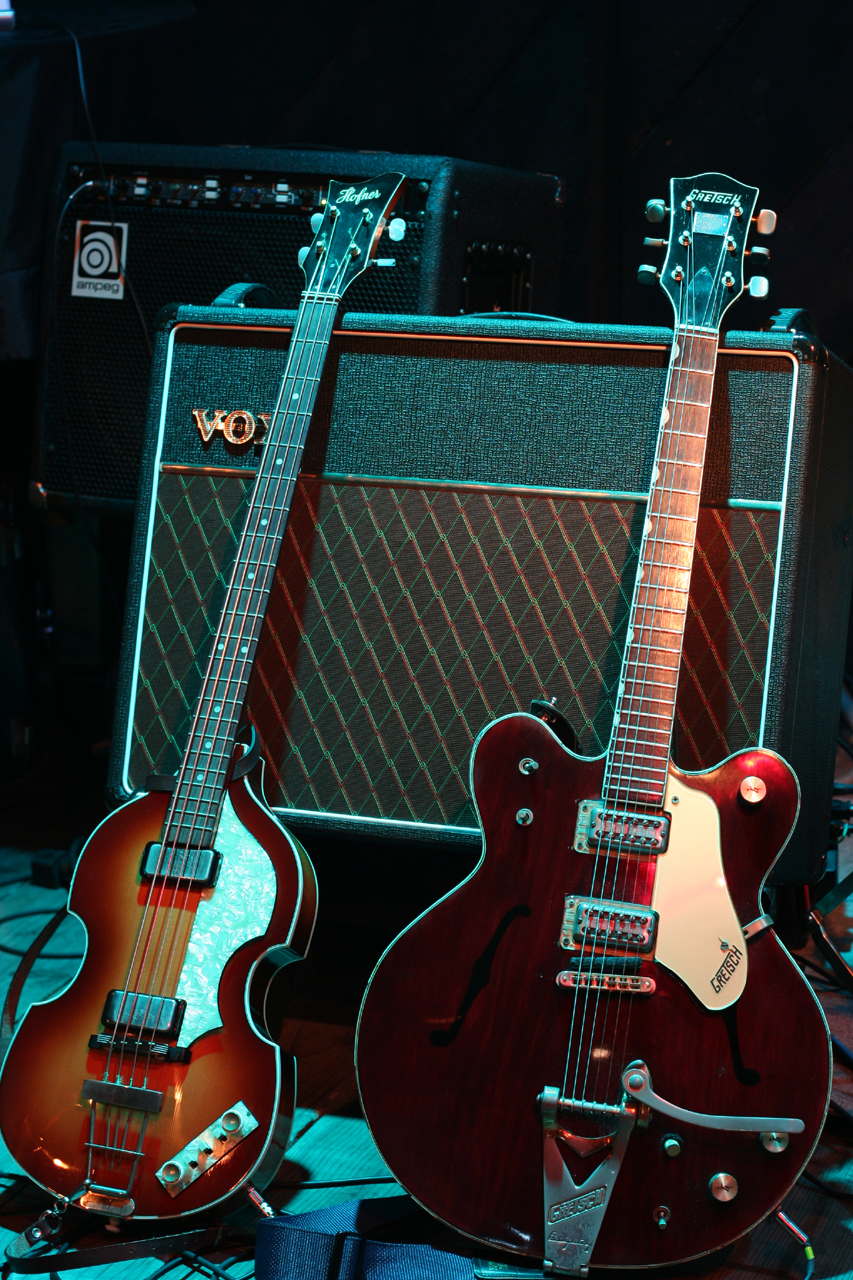
Vox AC30 Gitarrenverstärker, davor ein Höfner 500/1 E-Bass und eine Gretsch Country Gentleman E-Gitarre

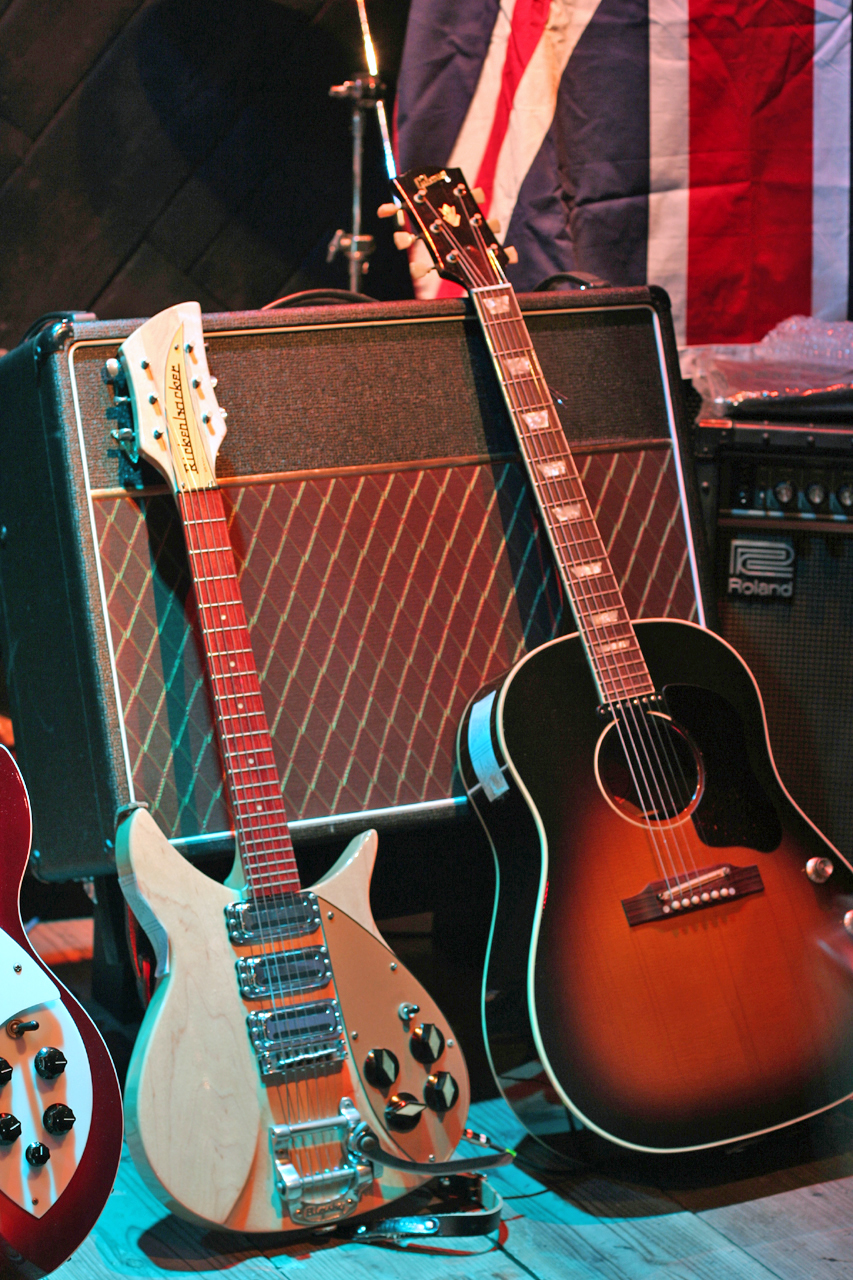
Vox AC30 Gitarrenverstärker, davor eine Rickenbacker 325-E-Gitarre und eine Gibson J-160E-elektro-akustische Gitarre

Der Vox AC30 ist der wohl bekannteste Gitarrenverstärker der 1957 gegründeten englischen Firma JMI (Jennings Musical Instruments), später umbenannt in Vox. Dieses Combo-Verstärker-Modell ist einer der berühmtesten Bühnenverstärker. Das Modell wird in zwei Varianten hergestellt: AC30 und die später eingeführte Version AC30 Top Boost mit erweiterter Klangregelung. Der AC30 hat eine Leistung von 30 Watt, die er an die zwei tiefblau lackierten Celestion AlniCo Blue Lautsprecher abgibt.
Der Ruf des Verstärkers begründete sich durch etliche bedeutende Rock- und Popmusiker und -bands, die ihn eingesetzt haben: die Shadows, die Beatles, Rory Gallagher, der schon bei Taste den AC30 einsetzte und damit Brian May von Queen beeinflusste. Auch „The Edge“ von der irischen Rockband U2 setzt den AC30 ein.
Der AC30 wurde 1959 von Tom Jennings aus dem ein Jahr zuvor auf dem Markt erschienenen AC15 entwickelt, anfangs noch mit der im AC15 verwendeten EF86-Pentode im Vorverstärker, die zu Beginn der 1960er-Jahre durch eine ECC83 ersetzt wurde. Als Hank Marvin von den Shadows während der Aufnahmen für den Nummer-1-Hit Wonderful Land zwei Vox AC15-Verstärker kombiniert hatte und dabei eine bislang unbekannte Klangtiefe und Weichheit des Gitarrensounds festgestellt hatte und auf der anderen Seite die mit zwei EL84-Röhren bestückte Gegentaktendstufe mit ihrer 15-Watt-Ausgangsleistung für die Beschallung größerer Säle nicht ausreichend war, entwickelte Vox den AC30 mit verdoppelter Ausgangsleistung. Dazu wurden in der Gegentakt-Endstufe vier Leistungspentoden verwendet, wobei jeweils zwei EL84 parallel geschaltet waren.
Die besonderen Klangeigenschaften des VOX AC30 zusammen mit der erheblichen Wärmeentwicklung dieser auf vier Endröhren aufgestockten Ausgangsstufe wurden meist auf den vermeintlichen Klasse-A-Betrieb der Endstufe zurückgeführt, bei dem die Position des Arbeitspunktes in der Mitte der Kennlinie der Endröhren liegt. Genauere Untersuchungen belegen jedoch, dass es sich beim Schaltungsdesign der Ausgangsstufe um einen Klasse-AB-Verstärker handelt, bei dem der Arbeitspunkt allerdings tatsächlich in Richtung höherer Ruheströme als bei vergleichbaren Verstärkern anderer Hersteller verschoben ist.  Bedeutsamer für das klangliche Resultat ist zum einen die Tatsache, dass der AC30 ein reiner „Geradeaus-Verstärker“ ist, also keine leistungszehrende und korrigierende Gegenkopplung benutzt, zum anderen spielen die damals verwendeten 12-Zoll-Lautsprecher des Typs Celestion Bulldog mit ihrem hohen Wirkungsgrad eine entscheidende Rolle.
Viele andere Gitarrenverstärker, angefangen von Fender über Marshall bis zu Hiwatt, nutzen die linearisierende Wirkung einer gemäßigten Gegenkopplung, in die zumeist auch der Presence-Regler integriert ist.
Die serienmäßig hohe Ruhestromeinstellung des AC30 lässt sich mit einem höheren Widerstandswert des verbauten gemeinsamen Kathodenwiderstandes verringern. Manche AC30 wurden alternativ mit einem Kathodenwiderstand von 80 Ohm geliefert, wobei die charakteristischen Klangeigenschaften des Verstärkers im Wesentlichen erhalten bleiben und die Endröhren geschont werden.